# Häftlingsaufstände in Bautzen I 1950
Zu zwei Häftlingsaufständen kam es im März 1950 in der Haftanstalt Bautzen I, wobei die dort inhaftierten SMT-Verurteilten gegen die unmenschlichen Haftbedingungen rebellierten. Um auf die katastrophalen Bedingungen aufmerksam zu machen, traten fast alle Häftlinge am 13. März 1950 in einen Hungerstreik. Da dieser keine Wirkung zeigte, kam es am 31. März 1950 zu einem weiteren Aufstand. Dieser erste und größte Häftlingsaufstand in der DDR wurde brutal niedergeschlagen.

## Vorgeschichte und Ursachen

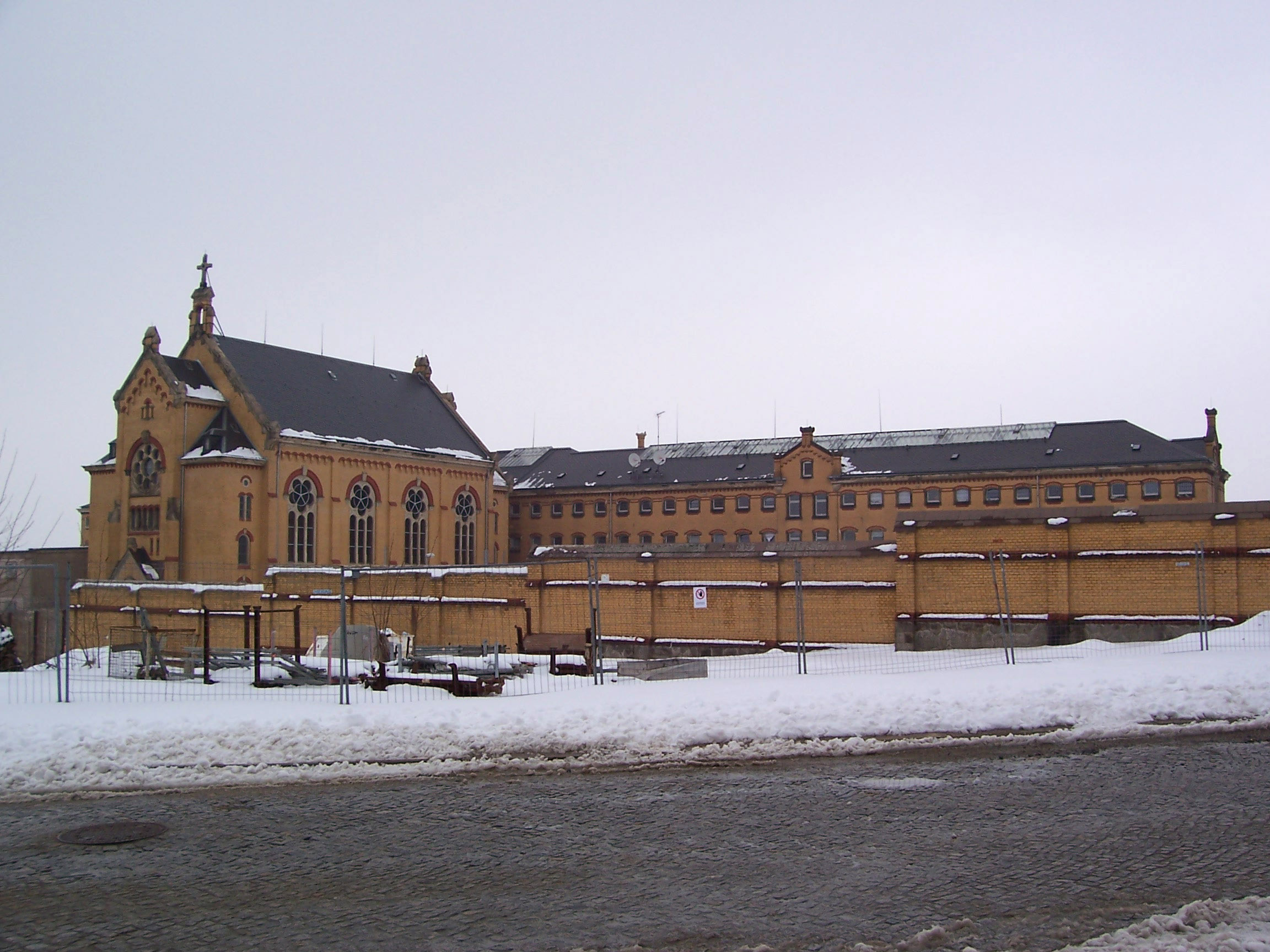
Haftanstalt Bautzen I („Gelbes Elend“)

Nach dem Ende des Zweiten Weltkrieges wurde die Landesstrafanstalt Bautzen I Teil des sowjetischen „Zwangsarbeitslagersystems“ Gulag. So entstand auf dem Gelände der Haftanstalt das „Speziallager Nr. 4“, eins von insgesamt zehn in der DDR. Dieses Speziallager diente zunächst der Inhaftierung von NS-Verbrechern und Kriegsverbrechern. Ab 1946 wurden vermehrt vom Sowjetischen Militärtribunal (SMT) verurteilte politische Gegner in Bautzen I untergebracht. Diese erhielten oft hohe Haftstrafen von meist bis zu 25 Jahren. Anfang 1950 waren im Speziallager Bautzen knapp 6.000 Menschen inhaftiert, von denen über 1000 an Tuberkulose erkrankt waren. Die Lage in der Haftanstalt war katastrophal: In einem Haftsaal von 33 mal 12 Metern befanden sich meist 350–400 Häftlinge. Hunger, Kälte und miserable hygienische Zustände forcierten den Unmut der Gefangenen und waren Teil des Alltages des „Gelben Elends“, eine Bezeichnung, die die Haftanstalt bald aufgrund ihrer gelben Außenfarbe, die der Verwendung von gelbem Klinker als Baumaterial geschuldet war, erhielt. Zwischen 1945 und 1950 starben in Bautzen I über 3000 Menschen.
Nach der Gründung der DDR übernahm im Februar 1950 die Deutsche Volkspolizei den Haftort von der sowjetischen Besatzungsmacht. Somit wurde das „Speziallager Nr. 4“ offiziell aufgelöst. Die Übergabe der überfüllten Haftanstalt geschah nachlässig, so wurden beispielsweise keine aussagekräftigen Haftunterlagen übergeben. Die Volkspolizei war mit solch einer Situation überfordert.
Die Häftlinge legten große Hoffnung in den Wechsel der Zuständigkeiten. Walter Kempowski beschreibt: „Die Auslieferung an die Deutschen rief Reaktionen hervor. Den Russen gegenüber hatte man sich wehrlos gefühlt. Aber diese Leute sprachen doch unsere Sprache. Da musste doch irgendwas ,drin‘ sein.“ Neben der Verbesserung der hygienischen und medizinischen Versorgung und der Verbesserung der Ernährungslage erhofften sich die Häftlinge auch eine erneute Überprüfung ihrer Urteile.
Anstatt der erhofften Verbesserung des Haftalltags bestimmten jedoch nun militärischer Drill und gröbere Umgangsformen den Ton. Alle Häftlinge blieben in Haft, die Kranken wurden weder medizinisch versorgt noch verlegt, täglich starben weitere Menschen und das Seuchenrisiko stieg weiter an. Die Hoffnung der Gefangenen wich Ernüchterung und Wut. Die angespannte Lage in der Haftanstalt wurde so noch verstärkt. „Alle, die jetzt noch lebten, waren durch Hunderte von Höllen gegangen […]. So war es auch kein Wunder, dass es unter den Häftlingen gärte und brodelte.“

## Der Aufstand

### Hungerstreik am 13. März 1950
Obwohl die Kontaktaufnahme zu den Wärtern nicht gestattet war, bemühten sich gewählte Saalsprecher als letzten Versuch bei der Gefängnisleitung um die sofortige Behebung der vielzähligen Missstände um die angespannte Lage zu entschärfen. Ansonsten drohten sie mit einem Hungerstreik. Die Reaktion der Gefängnisleitung beinhaltete daraufhin eine Erhöhung der Prügel- und Karzerstrafen sowie die Streichung des Essens für zwei Tage.
Am Morgen des 13. März 1950 verweigerten fast alle Häftlinge die dünne Wassersuppe, aus Protest gegen die immer lebensbedrohlicher werdenden Haftbedingungen und ihr ungewisses Schicksal. Sie traten in den Hungerstreik. Den Aufruf dazu verteilten Essensträger im gesamten Gebäude. Spontan entstanden Sprechchöre in den einzelnen Gefängnissälen. Sie schrien ihre Verzweiflung und Wut durch die Fenster der Haftanstalt. „Wir haben Hunger!“, „Wir rufen das Rote Kreuz!“, „Wir sind unschuldig!“, „Lasst uns nicht verrecken!“ Der lärmende Chor aus tausenden von Stimmen war weit, auch im Stadtinneren Bautzens, zu hören und zog so den Fokus der Öffentlichkeit auf das sonst sehr abgeschottete Gefängnis. Neben der Angst der Anwohner gab es auch viele Solidaritätsbekundungen von Bürgern, die beispielsweise versuchten, den Gefangenen Lebensmittel zu bringen. Doch die Gefängnisleitung wehrte diese ab. Neben den Sprechchören versuchten die Häftlinge auch durch selbstgebastelte Transparente, entstanden aus beschrifteten Bettlaken und Besenstielen, auf ihre katastrophale Lage aufmerksam zu machen. Die Wärter waren mit der Situation überfordert und griffen nicht ein. Erst am darauffolgenden Tag erschienen von der Haftanstaltsleitung herbeigerufene „Offiziere des Verwaltungsstabes und Vertreter der Regierung“, die die Häftlinge beruhigen sollten. Am 15. März 1950 erschien eine Kommission sowjetischer Offiziere aus Berlin-Karlshorst, um die Situation in Bautzen zu prüfen. Sie versprachen den Häftlingen Verbesserungen bei der medizinischen Versorgung und eine Aufstockung der Lebensmittelversorgung. Aufgrund dessen beruhigten sich die Gefangenen wieder. Der erste Aufstand klang erst einmal ab.

### Der Aufstand am 31. März 1950
Die angekündigten Verbesserungen wurden nicht in die Tat umgesetzt. Daraufhin kam es zwei Wochen später, am 31. März 1950, zu einem zweiten Häftlingsaufstand in Bautzen I. Zuerst stimmten die von Tuberkulose gekennzeichneten Gefangenen zu Sprechchören ein. Erneut versuchten die Saalsprecher, die Wärter auf die angespannte Atmosphäre aufmerksam zu machen, und forderten Haftverbesserungen. Wieder ohne Erfolg, stattdessen wurden sie von der Deutschen Volkspolizei in Arresthaft weggesperrt. Wütend über diese Maßnahme forderten die Häftlinge die Freilassung der Saalsprecher sowie die versprochene Verbesserung der Haftbedingungen. Sie stellten der Gefängnisleitung ein Ultimatum für einen erneuten Hungerstreik.
Dieses Mal jedoch war die Gefängnisleitung auf den Aufstand vorbereitet. Die Polizisten spritzten aus Feuerwehrschläuchen Wasser in die Säle, um die rufenden Häftlinge von den Fenstern zu vertreiben. Die vor allem in den unteren Etagen untergebrachten Tuberkulose-Kranken wurden dadurch mutwillig völlig durchnässt. Der politische Gefangene und ausgebildete Feuerwehrmann Ernst Othmer sollte die Deutsche Volkspolizei bei diesen Maßnahmen unterstützen. Er weigerte sich, daraufhin misshandelten sie ihn schwer und er kam in Arresthaft. „Hierbei habe ich mit ansehen müssen, dass man wehrlose und todkranke, Tbc-kranke gefangene Kameraden, die z. T. vollständig in Gips lagen, nicht nur allein mit Wasser durchnässte, sondern sie im Anschluss an die Wasseraktion durch besonders zusammengestellte unmenschlich sich gebärdende Volkspolizisten-Prügeltrupps blutig zusammengepeitscht und zusammengeprügelt wurden.“ Diese „Prügeltrupps“ bestanden aus mehreren herbeigeorderten Sonderkommandos der Bereitschaftspolizei, die in die Säle stürmte und brutal mit Gummiknüppeln auf die Gefangenen einschlugen. Die Polizisten ließen sie Spießruten laufen und hetzten einen abgerichteten Schäferhund auf die Gefangenen. Der Aufstand wurde nach kurzer Zeit niedergeschlagen.
Von diesen Ereignissen berichten zwei aus Bautzen geschmuggelte Häftlingsbriefe, die in Westdeutschland veröffentlicht wurden. Damit wurde Bautzen, als Ort kommunistischer Verbrechen, international bekannt und das „Gelbe Elend“  zu einem Symbol politischer Verfolgung in der DDR.

## Nach dem Aufstand
Die Gefangenen waren nach der gewaltsamen Niederschlagung des Aufstands seelisch und körperlich gebrochen. Viele waren schwer verletzt aufgrund der brutalen Art und Weise, mit der die Polizisten gegen die aufständischen Gefangenen vorgingen. Nach dem Aufstand werden im April 1950 neue Strafvollzugsbestimmungen durchgesetzt, die nur zum Teil die Haftbedingungen verbesserten. Der Großteil der zu Unrecht Verurteilten erlangte erst 1956 die Freiheit. Viele von ihnen flüchteten in die BRD und wurden dort als politisch Verfolgte anerkannt. In der DDR wurde nicht mehr über das „Gelbe Elend“ gesprochen und so geriet der Häftlingsaufstand im März 1950 in Vergessenheit. In der BRD zeigte das ZDF 1979 die Verfilmung des Romans Ein Kapitel für sich des Speziallagerhäftlings Walter Kempowski, in welchem der Aufstand dargestellt wird.
Mit dem Zusammenbruch der DDR entluden sich die unterdrückten Erinnerungen der ehemaligen Gefangenen. Viele brachen ihr Schweigen und berichten als Zeitzeugen in Schulen und in Gedenkstätten. Sie schreiben Bücher, verarbeiten ihre Erlebnisse künstlerisch. Im Rahmen von Häftlingstreffen kehren sie zurück zum Ort ihres Leidens und gedenken ihrer verstorbenen Haftkameraden.

## Erinnerung an den Aufstand
40 Jahre nach dem Aufstand, am 31. März 1990, schlossen sich ehemalige Häftlinge aus beiden Bautzener Gefängnissen zu einem Opferverein zusammen und gründen das Bautzen-Komitee. Das Komitee engagiert sich bis heute in der Erforschung und Aufarbeitung der Verbrechen in den Bautzener Gefängnissen. Auf Initiative des Vereins entstanden beispielsweise die Gedenkstätte Bautzen  und die Gräberstätte auf dem Karnickelberg als ein Ort des Gedenkens an das Leid der vielen unschuldigen Opfer. Seit 2011 erinnert jährlich eine gemeinsame Andacht der Evangelisch-Lutherischen Kirchgemeinde St. Petri Bautzen, der Gedenkstätte Bautzen, des BautzenKomitee e. V. und der Stadt Bautzen an den Jahrestag des Häftlingsaufstandes.
Speziell die Gedenkstätte Bautzen dokumentiert in der Dauerausstellung „Speziallager Bautzen 1945 – 1956“ die Geschichte des Aufstandes. Ebenfalls in der Gedenkstätte Bautzen bis zum 15. November 2015 zu sehen, war die Wanderausstellung Der vergessene Gefangenenaufstand. Das Bautzener „Gelbe Elend“ im März 1950, welche anhand von Zeichnungen sowie Ton- und Videoaufnahmen dessen Geschichte authentisch darlegt.